# Ilopangosjön
Ilopangosjön är en kratersjö som upptar en 8 gånger 11 km (72 km2) vulkanisk kaldera i centrala El Salvador, på gränsen till departementen San Salvador, La Paz och Cuscatlán. Calderan som håller landets näst största sjö och ligger omedelbart öster om huvudstaden San Salvador, har en utskuren 100 m till 500 m hög klippkant. Sjön är visserligen välbesökt för småbåtsutflykter, dykning, UFO-spaning och årliga flyguppvisningar, men den är mer vida känd för att beskyllas ansvar för den infama klimatavvikelsen 535–536.